# Juárez (Chiapas)
Ciudad Juárez es una ciudad del estado mexicano de Chiapas muy cercana al estado de Tabasco. La población total del municipio en 2010 fue de 21,084 personas (de acuerdo a datos proporcionados por el INEGI).
Ciudad Juárez está a 120 m s. n. m. de altitud. 
El 0,67% de la población es Indígena, y el 0,29% de los habitantes habla una Lengua indígena en la comunidad Nuevo Volcán Chichonal (ranchería dependiente del municipio).

## Historia
Juárez fue erigido en pueblo y cabecera municipal por decreto de 1861, promulgado por Juan Clímaco Corzo, gobernador sustituto del Estado de Chiapas. La formación del nuevo pueblo se hizo con las estancias conocidas con el nombre de Lomas del Carmen, situadas en el entonces departamento de Pichucalco; posteriormente, el 7 de enero de 1935, es descendido a la categoría de agencia municipal por carecer de lo indispensable para hacer frente a sus más elementales necesidades políticas, económicas y administrativas, pasando a depender del Municipio de Pichucalco. El 8 de mayo del mismo año de 1935, se le restituye su antigua categoría de Municipio libre, siendo Gobernador del Estado Victórico R. Grajales.
El Municipio se asienta en la llanura costera del golfo, prevaleciendo el terreno plano, sus coordenadas geográficas son 17°36’’ N y 93°12’ W. 
Su altitud va desde los 15 m s. n. m. en los terrenos limítrofes con el vecino estado de Tabasco, pasando por los 50 m s. n. m. en el límite del pie monte de las montañas del Norte, hasta alcanzar los 140 m s. n. m.
Limita al norte con el municipio de Reforma y el estado de Tabasco, al este con el estado de Tabasco, al sur con el municipio de Pichucalco y al oeste con el Estado de Tabasco.

## Toponimia
Juárez, sin influencia histórica indígena, existen nombres de lugares tales como Camoapa del náhuatl que quiere decir "río donde abundan los camotes". Tepaté del náhuatl que quiere decir "río de los pedernales".

## Orografía
En el municipio las zonas planas constituyen las tres cuartas partes del territorio y el resto de la superficie es de zonas semiplanas.

## Clima
El clima del municipio es cálido húmedo y con lluvias todo el año, en la cabecera municipal la temperatura media anual es de 25 °C y una precipitación pluvial de 2,600 milímetros anuales.

## Economía
La economía de este municipio se basa, en la cría de semovientes para la carne y producción de lácteos, a última fechas han tenido un importante crecimiento, las microempresas dedicadas a la transformación de lácteos y productos derivados de éstos, tales como el queso que se exporta a los estados vecinos primordialmente a las ciudades de Cárdenas y Villahermosa del estado de Tabasco, basando otro porcentaje de actividades económicas realizadas por sus habitantes en la prestación de servicios o desempeño de tareas manuales, tales como la albañilería, carpintería, y empleos de mostrador, también un gran porcentaje de sus habitantes se desempeñan como jornaleros por la relevancia de la zona que es ganadera y no petrolera porque no hay afinas de PEMEX, solo extraen el petróleo, él cual lo transportan a otros lugares, la prestación de servicios profesionales ha ido creciendo en el ámbito de la salud, pues las clínicas particulares son suficientes para la población, sin embargo no existe mucha demanda para contratar profesionistas, por lo que muchas personas debe salir a trabajar a otros estados o bien, emprender algún negocio.

### Agricultura
La principal actividad económica del municipio era la agricultura y sus principales cultivos son: el cacao y el maíz, y en menor escala está el frijol, cítricos, arroz, café y las hortalizas, esto en tiempos pasados, hoy en día no se cultiva nada de esto, solo se dedica la tierra a la explotación ganadera por ser más redituable.

### Ganadería
La ganadería junto con la agricultura son de las actividades más importantes del municipio. Se cría ganado bovino para carne y leche.

### Industria
En el municipio la industria petrolera es de gran importancia dado que existen diversos pozos tanto en exploración como en explotación así como la batería y compresoras Artesa ubicadas en la R/a Santa Teresa 1.ª sección, batería y compresoras Sunuapa (perteneciente a Pichucalco Chiapas).

### Turismo
El turismo no es la principal característica del municipio y esto se debe a que sus áreas de interés resultan de difícil acceso. No obstante, en el municipio se recibe gran afluencia de personas de otros estados del país que vienen a visitar familiares.

### Comercio
En la cabecera municipal y en las principales localidades el municipio cuenta con establecimientos comerciales donde se venden diversos artículos como son: abarrotes, ropa, calzado y herramientas.
En el municipio se prestan los servicios de asistencia técnica, servicios profesionales y talleres mecánicos. Los servicios médicos son suficientes y son de primera instancia, no son de alta especialidad. Se cuenta con un centro de salud básico (con área de urgencias), una unidad médica familiar del IMSS y diversas clínicas privadas para la atención de la salud.

## Principales ecosistemas
La vegetación original del municipio es de selva alta y la totalidad de la flora municipal la componen una amplia variedad de especies de las que destacan por su importancia las siguientes: maculis, guayacan, mulato, cocohite, bojón, canacoiti, bari, tinto, ceiba, zapote, almendro, amate, bambú, barbasco, cedro, ciruela, guanabana, guayaba, hule, limón, mache, mango, cacao, mandarina y naranja claro que a últimas fechas todos estos árboles frutales han sufrido el embate de plagas (como el cacao) y no producen frutos o se mueren las plantaciones esto conlleva a que los dueños opten mejor por la explotación ganadera de la tierra.

## Fauna
La fauna del municipio está compuesta por una gran cantidad de especies de las que destacan por su importancia las siguientes: loros, pericos, mano de piedra, salamandra, sapo, rana, tortuga, caimán, jicote, lagarto, escorpión, iguana, lagartija lisa, masacuata, coral, zorro de agua, zorro platanero, oso hormiguero, ardilla, conejo, mapache, tigrillo y venado todas estas especies han ido desapareciendo por la caza furtiva, por la reducción de sus espacios naturales, etc.

## Clasificación y uso del suelo
El municipio está constituido geológicamente por terreno terciario mioceno y cuaternario, el tipo de suelo predominante es cambisol y su uso principal es pecuario agrícola y selva, correspondiendo el 70 % de la superficie a propiedad privada y el restante son terrenos ejidales y comunales.

## Vías de comunicación
Esta ciudad se encuentra comunicada muy cerca de Villahermosa por la ciudad petrolera de Reforma (Chiapas)
tendrá impacto comercial debido a que al construir la autopista Estación Juárez-Dos Bocas se abrió un impacto comercial en la Chontalpa Chica y las dos ciudades muy cerca de Tabasco sobre todo de Villahermosa dentro de muy poco la comunidad estará muy traficada porque según se puede hacer la autopista Villahermosa-Tuxtla Gutiérrez según sustituyendo la carretera libre que esta por la Selva Negra que va a pasar según por los municipios de Tecpatán, Copainalá, Chicoasén o San Fernando, Ostuacán, así también como Pichucalco y Sunuapa para irse por la ciudad de Teapa ya que ampliaron la carretera libre de 2 a 4 carriles de Villahermosa-Teapa (ciudad)-Pichucalco.

## Hidrografía
La red hidrológica está formada por los ríos Camoapa y Pichucalco y los arroyos Tepate, Manzanilla, San Vicente, Los Arroyos y Mundo Nuevo.